# ハーフェル川

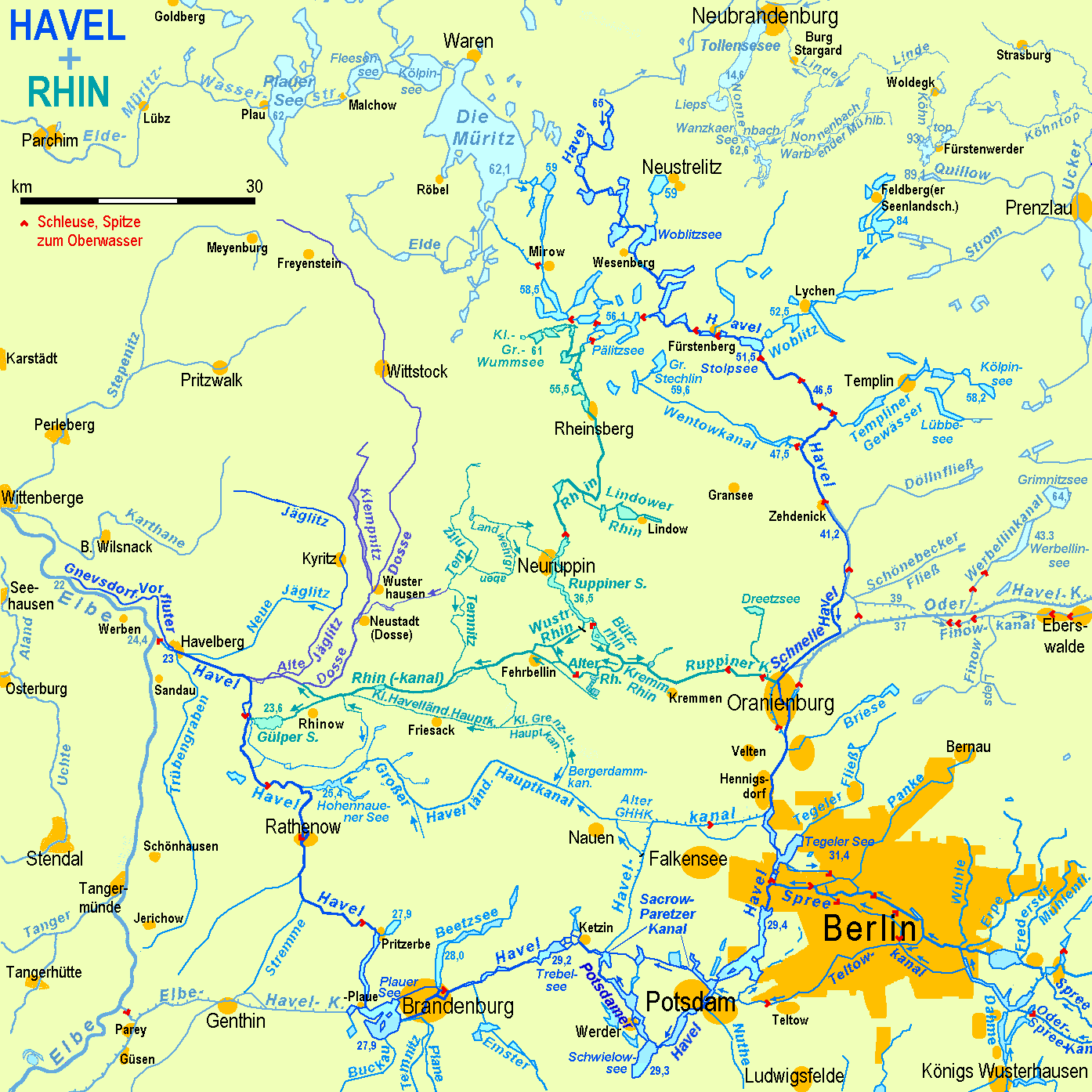
流路

ハーフェル川（ハーフェルがわ、Havel）は、ドイツを流れる川である。メクレンブルク＝フォアポンメルン州からブランデンブルク州、ベルリンを流れ、ザクセン＝アンハルト州でエルベ川に合流する。
この川は多くの湖を有する。全長は325kmだが、水源から河口までの直線距離は69km、その間の標高差はわずか40.6mしかない。川は、初めに南へ、次いで西に、さらに北西にと向きを変える。こうしてこの川はエルベ川右岸で最も長い支流となっている。河口での年間平均水量は108m3/sで、エルベ川支流の中ではモルダウ川（150m3/s）、ザーレ川（115m3/s）についで3番目である。最も大きな支流は全長380kmのシュプレー川で、ハーフェル川自身の2倍以上の水量（15m3/sに対して38m3/s）を有し、全長においてもハーフェル川を凌駕している。
ハーフェル川は、ドイツ自然愛好会（NaturFreunden Deutschlands）およびドイツ釣り師連合（Deutschen Anglerverband）の2004年の川に選ばれている。

## 名称の由来
ハーフェルという名前は、入植時代の古スラヴ語あるいは古代ドイツ語に由来し、後のブランデンブルク辺境領に相当する地域の最も古い時代の領域名である"Hafen"（港）や "Haff"（入り江）が語源であると考えられている。語幹である"Haf"は「湾」あるいは「湾曲」を意味する。ドイツ語圏では、ふくらみのある古代土器のことも「ハーフェン」と呼ぶ。ハーフェル川の湾曲した形状は、こうした命名の流儀と一致している。

## 流路

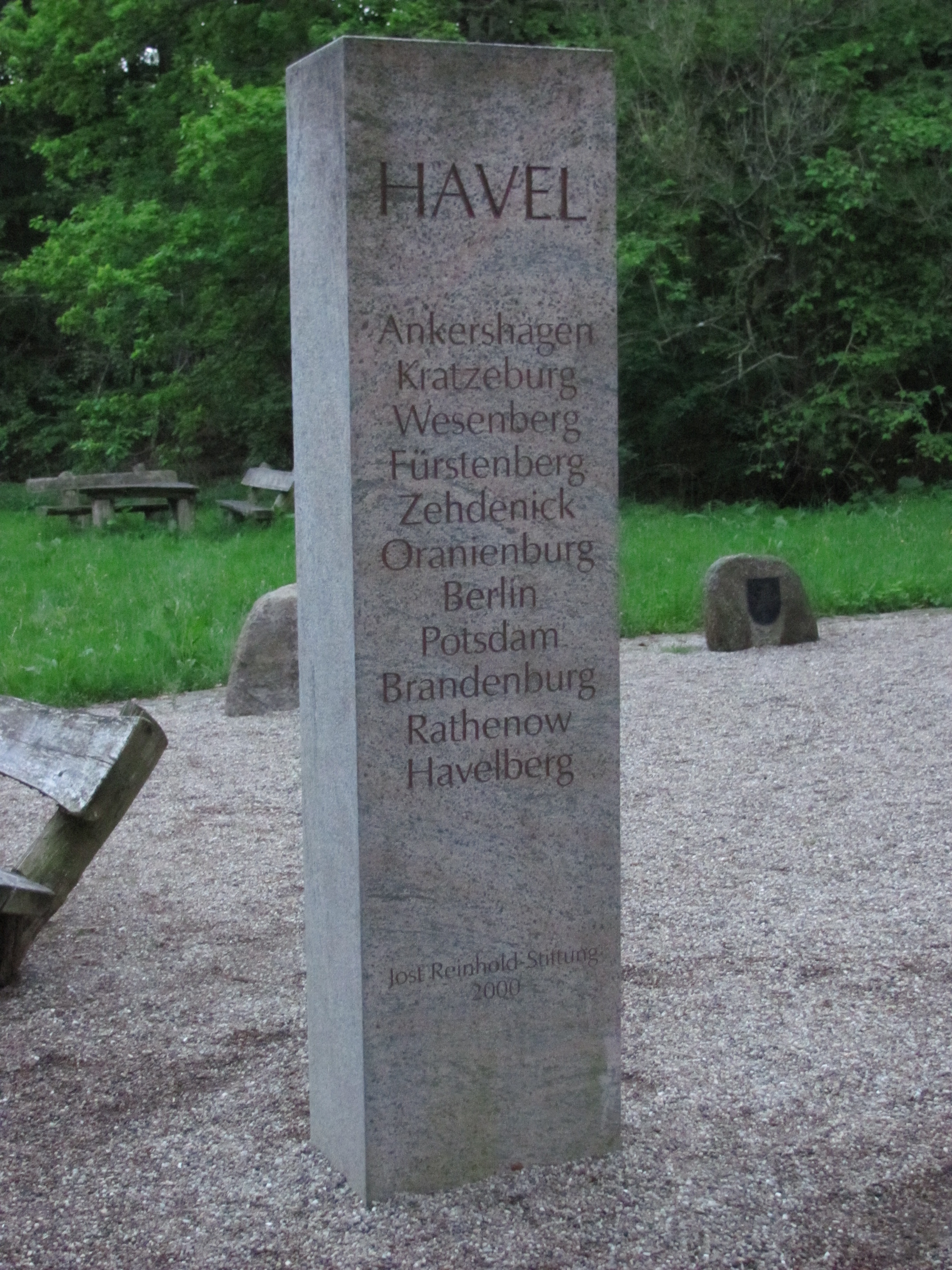
ハーフェル川水源の碑

ハーフェル川は、メクレンブルク＝シュトレーリッツ郡のメクレンブルク湖沼地帯に源を発する。ミューリッツ湖畔から北東に18kmほど離れたクラッツェブルクのピーフェルシュトルフ地区とダムベック地区の間にある小さな湖ディーケンブルーフ湖から流れ出るのが水源である。
ハーフェル川の水源は、わずか数m離れた水車用の水路との間に北海＝バルト海を分ける分水界が走るギリギリの場所に位置している。水車用の水路はペーネ川に注いでバルト海へと流れるのに対し、ハーフェル川はエルベ川となって北海へと注ぐ。
ディーケンブルーフ湖から流れ出したハーフェル川はまず南に向かって流れる。水源の小川が流れ込む最初の大きな湖は、ケーベリック湖である。続くグランツィナー湖でやや西に進路をとる。その後川はパーゲル湖、ツォッツェン湖、イェッテン湖、ウーゼリナー湖、グローサー・ラブス湖、およびヴェーゼンベルク近郊のヴォプリッツ湖を通って南に向かう。その後、上部ハーフェル水路として規則正しく並ぶ多くの水門やドレーヴェン湖、ヴァクニッツ湖、グローサー・プリーペルト湖、エルボーゲン湖、ツィエルン湖およびレプリン湖を抜けて流れる。最後の2つの湖の間にブランデンブルク州との州境を越える。
フュルステンベルク付近でハーフェル川は4つの流れに分流し、小さなバーレン湖やシュヴェット湖を通る。川は東に向かってシュトルプ湖に達した後、蛇行しながら（引き続き運河化されている）ツェーデニックに向かって南へ流れ、その後フォス運河としてリーベンヴァルデに至る。この後、メクレンブルク湖沼地帯から離れる。

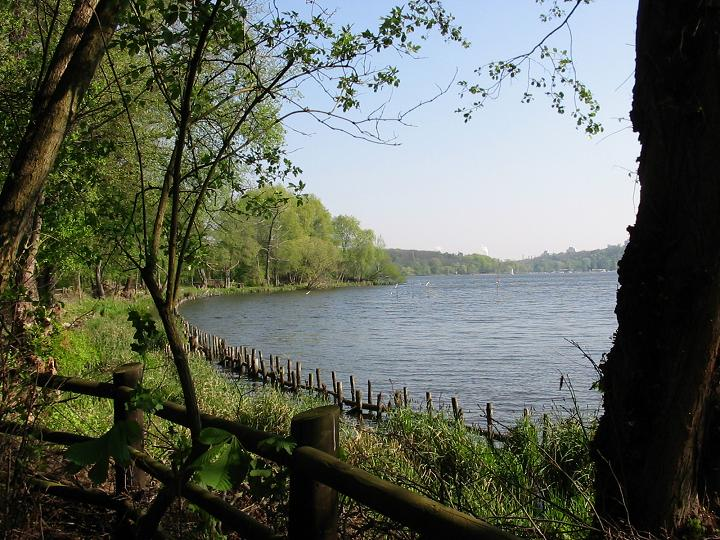
ベルリン、グリューネヴァルトに沿って流れるハーフェル川

続いてハーフェル川は、オーデル＝ハーフェル運河と並行に南西のオラニエンブルクへ向かう。この街で川と運河は分岐している。この少し下流で、ハーフェル川は、ベルリン西部のシュパンダウ区に至る。ここで東からシュプレー川を合わせる。この後ハーフェル川は、ゆったりとした様相を呈する。テーゲル湖、シュパンダウ湖、グリューネヴァルトの西側に広がるヴァン湖（プファウエン（クジャク）島という小島もある）、ユングフェルン湖、ティーフ湖といった大きな湖が連なっている。ポツダムの後は、テンプリン湖、シュヴィーロウ湖、グローセ・ツェルン湖と続く。ポツダムの市域の中にフロイントシャフト島という小島があるが、その北側がハーフェル川のいわゆる"Alte Fahrt"（古い流路）であり、南側をより幅の広いメインの"Neue Fahrt"（新しい流路）が流れている。シュヴィーロウ湖で川は折れ曲がり北西に向かう。
この後ハーフェル川は、小都市ヴェルデンのグローセ・ツェルン湖を通り、北側の小都市ケッツィンに至る。ここで川は西に曲がっていくつもの流れに分流し、続くトレベル湖で再び一つに合流する。この後大きな湖がないままハーフェル川はブランデンブルク・アン・デア・ハーフェルに至り、ベーツ湖からの流れが注ぎ込み、そのままブライトリンク湖およびプラウアー湖へと続く。これらはメーゼルシェン湖およびクエンツ湖とともに大きな湖の風景を創り出している。これに続くヴェント湖からはエルベ＝ハーフェル運河がマクデブルク方面（西）へ分岐する。プラウアー湖でハーフェル川は曲がって北のプリッツァーベル湖へ向かう。ここからはブランデンブルク州で最も大きな自然公園であるヴェストハーフェルラント自然公園を流れ、この公園の生命線となる。
この後、ハーフェル川はプレムニッツおよびラテノフと延び、数km北に流れ、ギュルパー湖で西に曲がる。この辺りはブランデンブルク州とザクセン＝アンハルト州の州境に一部接している。リン川とドッセ川を合わせ、河口まであとわずかというところでハーフェル川は州境を越え、最後のザクセン＝アンハルト州に入ると、ハーフェルベルクで西へ向かう運河と北に向かう流れに分岐し、それぞれエルベ川に注ぎ込む2つの河口を形成する。
ハーフェル川の全長325km中、285kmはブランデンブルク州に属する。ハーフェル低地が堰き止められて形成された隣接する沼沢地リン湿地、ハーフェルレント湿地、ドッセ沼地およびイェクリッツ低地は、中部ヨーロッパ内陸湿地の一部を形成する。ギュルパー湖およびショッレナー湖付近のハーフェル下流部低地は1978年にラムサール条約登録地となった。

## 歴史

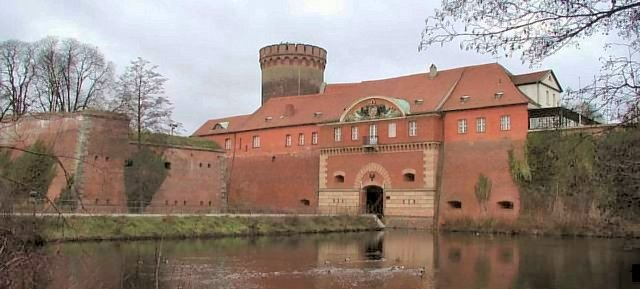
シュパンダウ城郭

ハーフェル川は都合の良い水路として中世に全盛期を迎えた水運交易を支え、漁業は長い間この地域の主要な経済活動であった。
ブランデンブルクの歴史と経済発展はハーフェル川と密接に結びついている。スラヴ人の入植時代にはツァウヒェ（ポツダムの南西部）とハーフェルラント（ベルリンの西部）に入植したハーフェレルン族とその東側に当たるシュプレヴァーネン族をハーフェル川とその支流のヌテ川が支えた。ハーフェル川およびヌテ川沿いには、さまざまな城が築かれた。ハーフェル川沿いの主な城には、シュパンダウ城郭、ポツダムのヌテ川河口の対岸あるいは現在のブランデンブルク市に含まれるブレンナボールなどがある。アスカーニエン家のアルブレヒト熊公は、1157年にシュパンダウでシュプレヴァーネン族を打ち倒して、ブランデンブルク辺境伯領を創設した。

## 環境
2000年/2001年のザクセン州のゴットロイバ川、2002年/2003年のバイエルン州のイルツ川に次ぐ、第3回ドイツの川コンテストで、2004年/2005年の川にハーフェル川が選ばれた。この受賞は、ハーフェル川中流域を大型船舶が航行できるように計画されていた河川改修計画に対して、この比類ない川の自然景観を致命的に損なうものだとの警鐘を鳴らした。1992年、川の自然景観の多様性、自然美を守るために30以上の団体から成る「ハーフェル川改修に反対する行動同盟」が結成された。

## 支流
上流から順番に記載
- カンマー運河 Kammerkanal
- ヴォプリッツ川 Woblitz
- テンプリン水路 Templiner Wasser
- ブリーゼ川 Briese
- テーゲル水路 Tegeler Fließ
- シュプレー川
- テルトウ運河 Teltowkanal（グリープニッツ湖とグリーニッケ湖を通ってベーケ川につながる）
- ヌテ川 Nuthe
- エムスター運河 Emster Kanal
- プラーネ川 Plane とテムニッツ川 Temnitz
- ブーカウ川 Buckau
- リン川 Rhin
- ドッセ川 Dosse
- イェクリッツ川 Jäglitz

## 流域の都市
上流から順番に記載
- クラッツェブルク Kratzeburg
- ヴェーゼンベルク Wesenberg
- プリーペルト Priepert

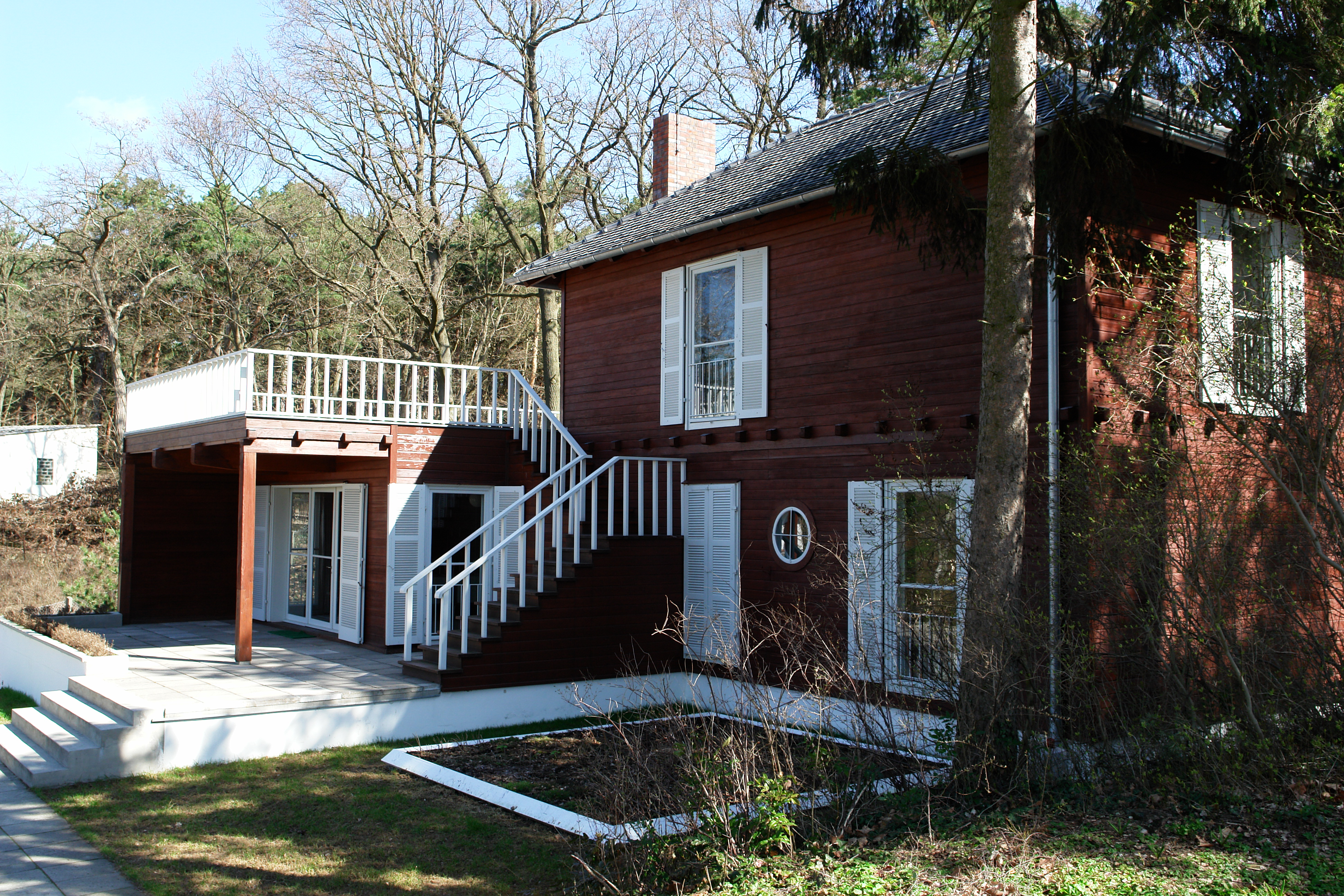
カプートのアルベルト・アインシュタインの夏の別荘

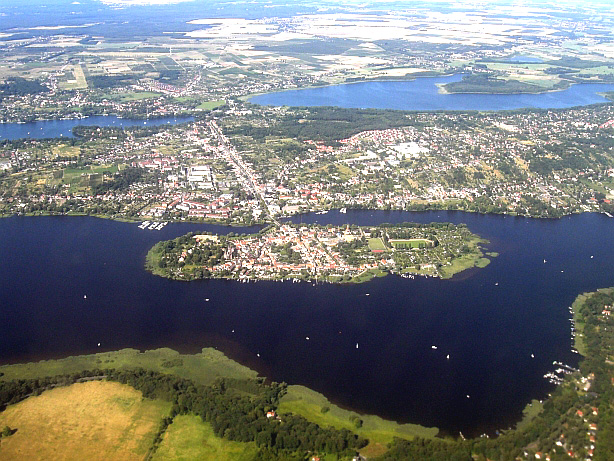
ヴェルデンの町。画面手前がハーフェル川。

- フュルステンベルク Fürstenberg/Havel
- ブレーデライヒェ Bredereiche
- ツェーデニック Zehdenick
- クレーヴェリン Krewelin
- リーベンヴァルデ Liebenwalde
- オラニエンブルク
- ビルケンヴェルダー Birkenwerder
- ホーエン・ノイエンドルフ Hohen Neuendorf
- ヘニヒスドルフ Hennigsdorf
- ベルリン
- ポツダム
- シュヴィーロウ湖 Schwielowsee （カプート Caputh）
- ヴェルダー Werder
- ケッツィン Ketzin
- ブランデンブルク・アン・デア・ハーフェル
- プレムニッツ Premnitz
- ラテノフ Rathenow
- ハーフェルベルク Havelberg